# Lista över sevärdheter i Moskva

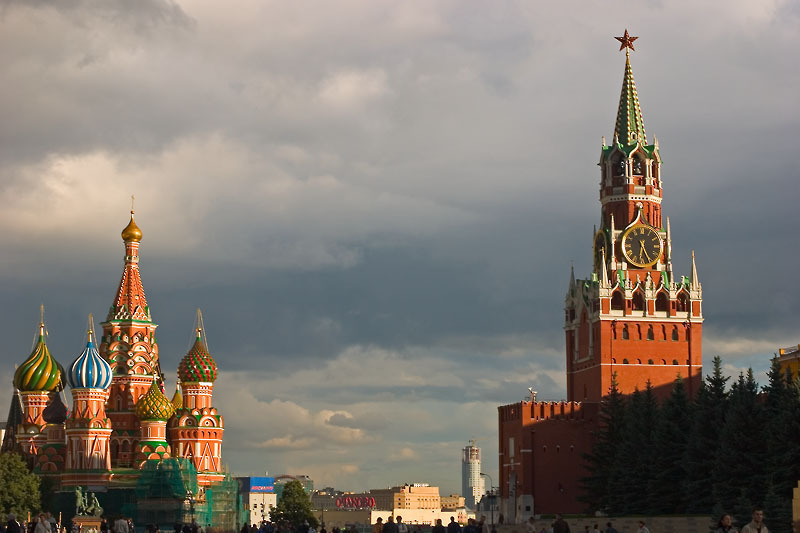
Vasilijkatedralen och Spasskajatornet vid Röda torget i Moskva.

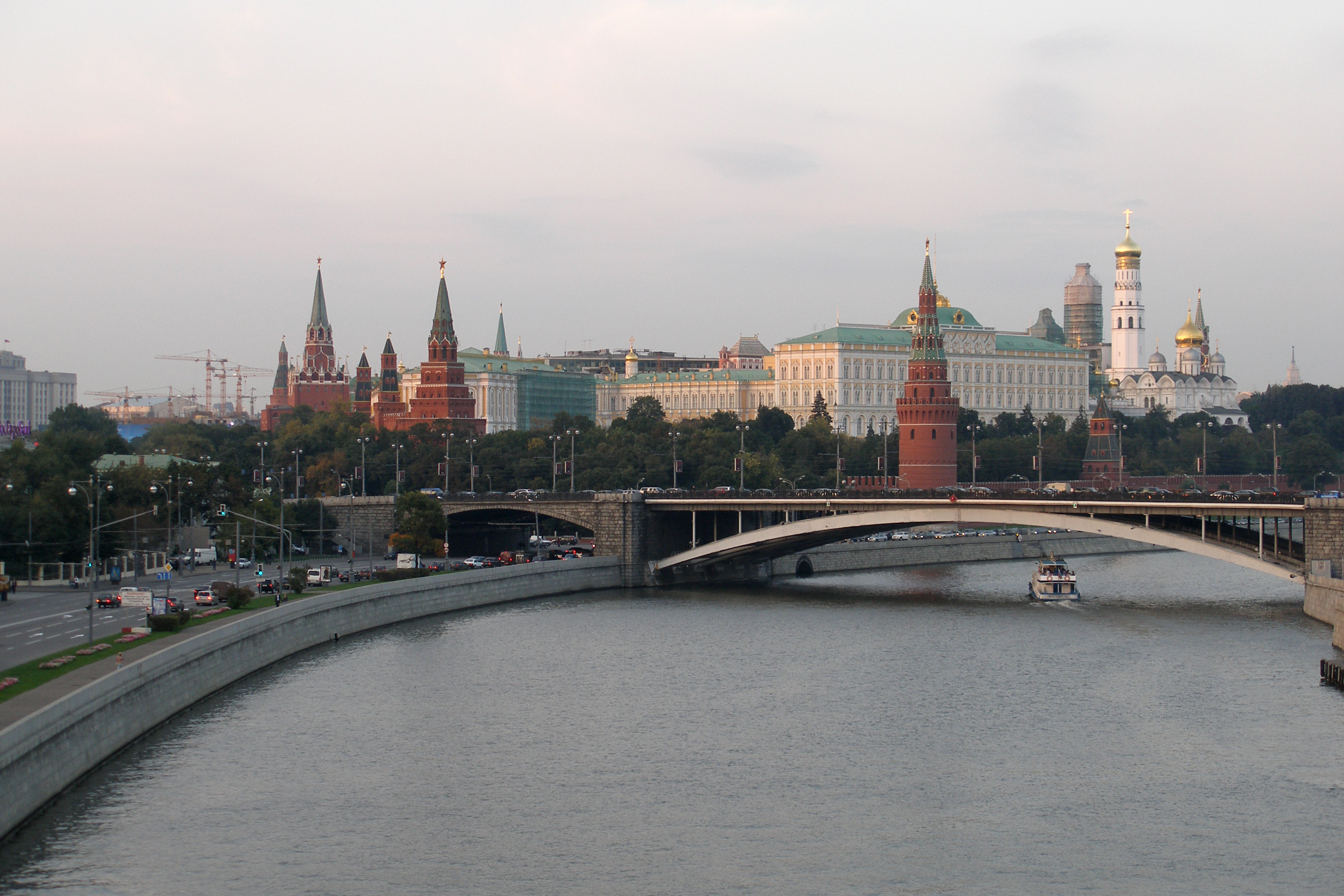
Kreml och Moskvafloden.

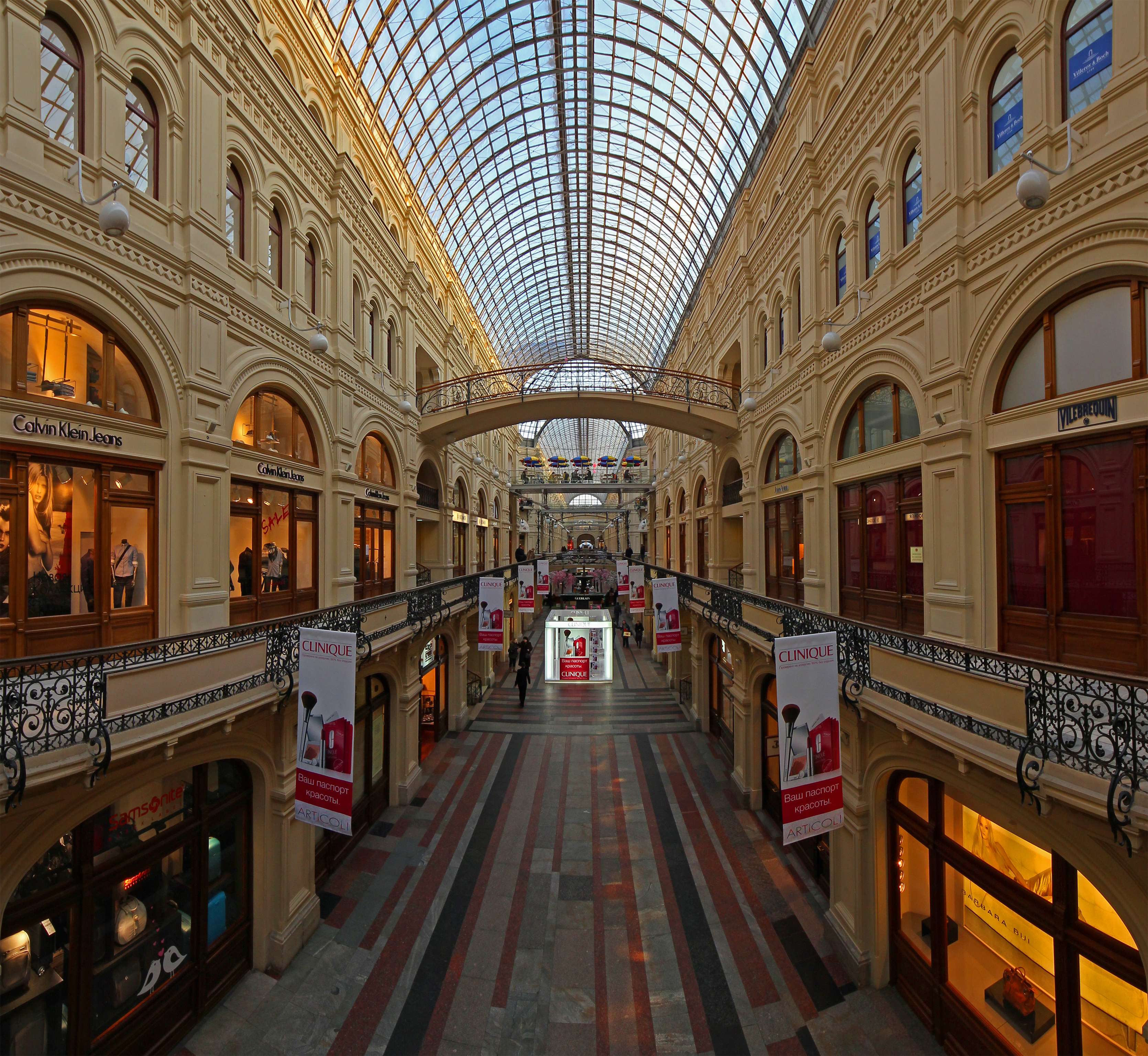
Inuti GUM

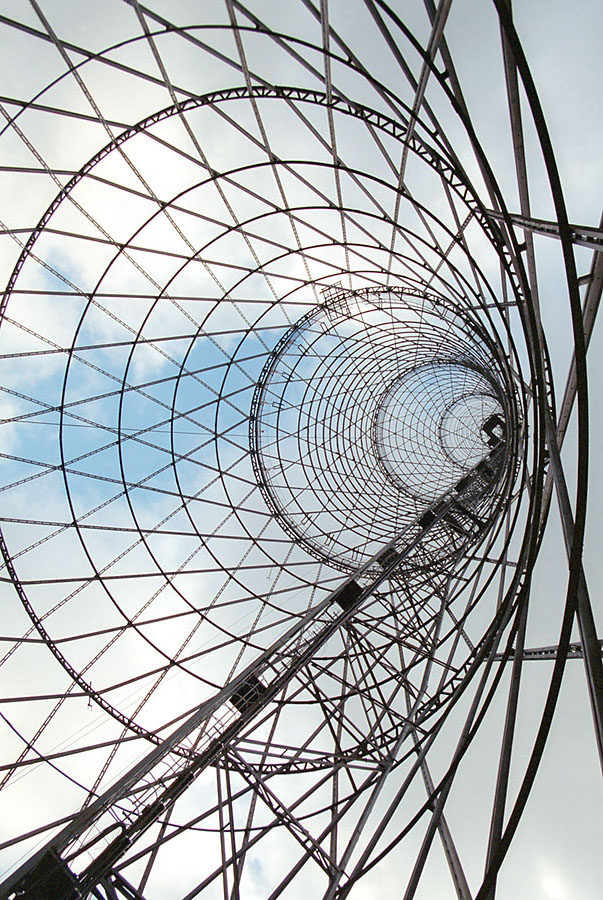
Sjuchovtornet, 1922

Det här är en lista över sevärdheter i Moskva.

## A
- Alexanderträdgården
- Arbat

## B
- Bolsjojteatern

## C
- Cirkus Moskva

## D
- Den permanenta utställningen
- Den röda porten

## G
- Gorkijparken
- GUM

## K
- Kreml
- Kremltornen
- Kristus Frälsarens katedral

## L
- Leninmausoleet
- Lobnoje Mesto
- Lubjanka
- Luzjnikistadion

## M
- Moscow International Business Center
  - Mercury City Tower
  - Moskvatornet
  - Federationstornet
- Moskvas tunnelbana
- Moskvauniversitetet
- Moskva Zoo
- Moskvas botaniska trädgård

## O
- Ostankinotornet

## P
- Pusjkinmuseet

## R
- Röda torget

## S
- Stalins sju systrar
- Statliga historiska museet

## T
- Tretjakovgalleriet
- Triumfpalatset

## U
- Uspenskijkatedralen

## V
- Vasilijkatedralen